# Картик Аарян
Картик Аарян (гінді कार्तिक आर्यन; (22 листопада 1990 , Гваліор, Мадг'я-Прадеш )) — індійський актор, який працює в Боллівуді.

## Біографія
Картік Тіварі (пізніше Аар'ян) народився 22 листопада 1990 року в Гваліор, штат Мадх'я-Прадеш. Обидва його батьки — лікарі; його батько, доктор Маніш Тіварі, — педіатр, а мати, доктор Мала Тіварі — гінеколог. Ар'ян навчався у школі Святого Павла у Гваліорі.
Пізніше він здобув ступінь інженера в галузі біотехнологій в Інженерному коледжі ім. Д. Й. Патіла, Наві-Мумбай, таємно виношуючи амбіції щодо кар'єри в кіно.
Здобуваючи ступінь інженера, він дебютував як актор у комедійному фільмі Лува Ранджана Pyaar Ka Punchnama (2011). Далі він знявся в романтичних фільмах «Akaash Vani» (2013) і «Kaanchi» (2014), але вони не змогли сприяти просуванню його кар'єри вперед.

## Фільмографія

### фільми
| рік  | Назва                    | роль                            | Примітки       | Список літератури |
| ---- | ------------------------ | ------------------------------- | -------------- | ----------------- |
| 2011 | Pyaar Ka Punchnama       | Раджат                          |                | [ 7 ]             |
| 2013 | Akaash Vani              | Акааш Капур                     |                | [ 8 ]             |
| 2014 | Kaanchi: The Unbreakable | Бінда Сінгх                     |                | [ 9 ]             |
| 2015 | Pyaar Ka Punchnama 2     | Аншул «Гого» Шарма              |                | [ 10 ]            |
| 2016 | Silvat                   | Анвар Хан                       | Короткий фільм | [ 11 ]            |
| 2017 | Guest iin London         | Аріан Шергіл                    |                | [ 12 ]            |
| 2018 | Sonu Ke Titu Ki Sweety   | Сону Шарма                      |                | [ 13 ]            |
| 2019 | Luka Chuppi              | Винод «Гудду» Шукла             |                | [ 14 ]            |
| 2019 | Pati Patni Aur Woh       | Абхінав «Чінту» Тягі            |                | [ 15 ]            |
| 2020 | Love Aaj Kal             | Вір Танеджа / Рагхувендра Сінгх |                | [ 16 ]            |
| 2021 | Dhamaka                  | Арджун Патак                    |                | [ 17 ] [ 18 ]     |
| 2022 | Bhool Bhulaiyaa 2        | Рухан Рандхава (Рух Баба)       |                | [ 19 ] [ 20 ]     |
| 2022 | Freddy                   | Доктор Фредді Гінвала           |                | [ 21 ]            |
| 2023 | Shehzada                 | Банту                           | Також продюсер | [ 22 ]            |
| 2023 | Tu Jhoothi Main Makkaar  | Рахул                           | Камео          | [ 23 ]            |
| 2023 | Satyaprem Ki Katha       | Сатьяпрем «Сатту»               |                | [ 24 ]            |
| 2024 | Chandu Champion          | Чанду                           | Зйомки         | [ 25 ]            |

### телебачення
| рік  | Назва                | роль        | Примітки | Список літератури |
| ---- | -------------------- | ----------- | -------- | ----------------- |
| 2018 | 19th IIFA Awards     | Співведучий |          | [ 26 ]            |
| 2019 | 2019 Zee Cine Awards | Співведучий |          | [ 27 ]            |
| 2022 | Masaba Masaba        | Доктор К    | Камео    | [ 28 ]            |

### Музичні кліпи
| рік  | Назва               | роль | співачка     | Ref.   |
| ---- | ------------------- | ---- | ------------ | ------ |
| 2020 | «Muskurayega India» | себе | Вішал Мішра  | [ 29 ] |
| 2020 | «Nachunga Aise»     | Арія | Міллінд Габа | [ 30 ] |